# Władysław Ślewiński
Władysław Ślewiński (Nowy Białynin, 1856. június 1. – Párizs, 1918. március 24.)) lengyel festő, Gauguin egyik tanítványa, a Fiatal Lengyelország mozgalom egyik vezető művésze.

## Élete

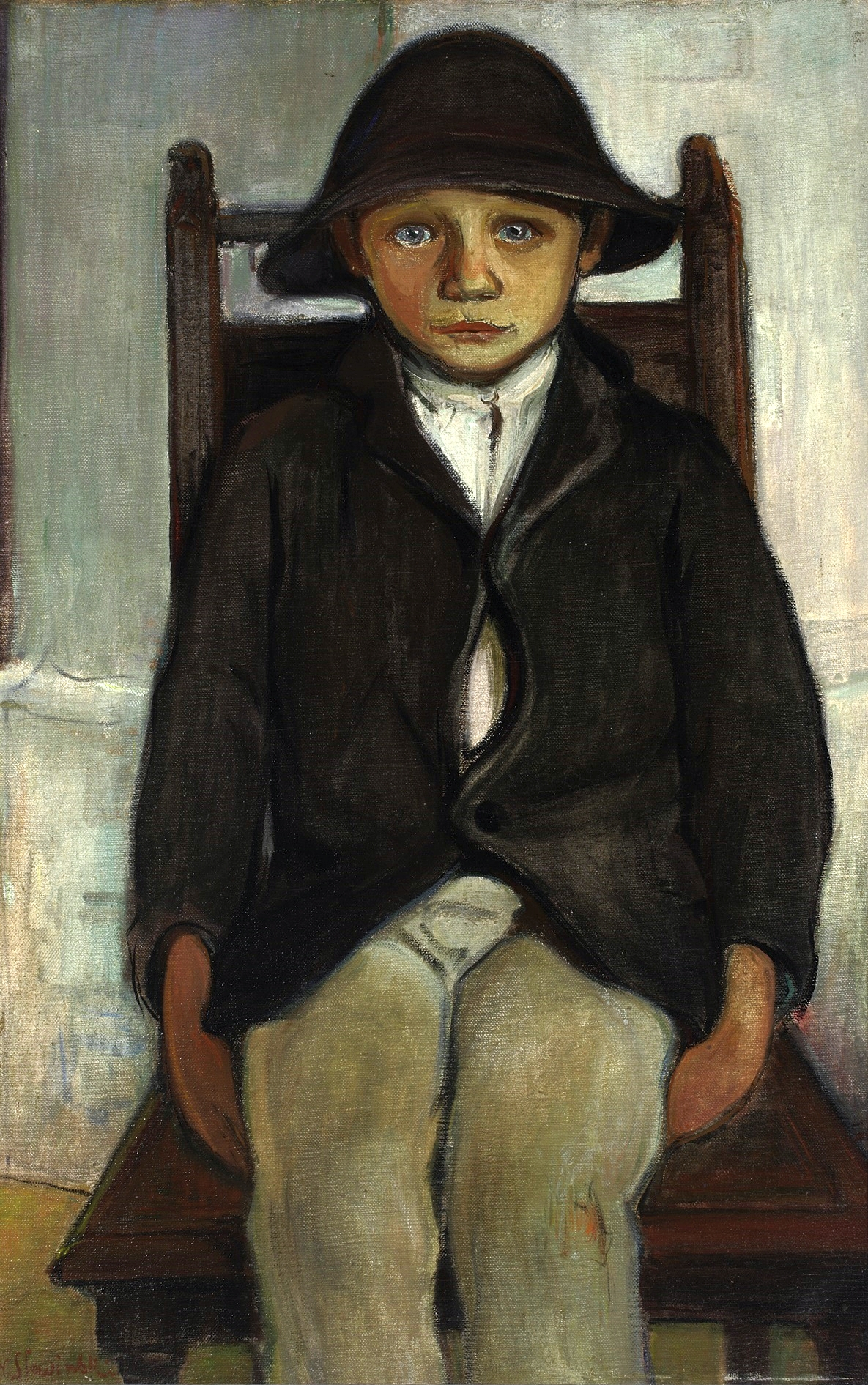
A poronini árva (1912)
Varsói Nemzeti Múzeum

Földbirtokos családba született, az édesanyja a szülés közben meghalt. Unokatestvére, Józef Chełmoński festőművész felfigyelt művészi tehetségére, és azt tanácsolta az apjának, hogy írassa be a Wojciech Gerson által működtetett rajziskolába. Az apja eleinte ellenezte ezt, de végül beleegyezett.
1886-ban megörökölte a család Pilaszkowice Pierwsze-i birtokait, ami hamarosan az anyagi tönkremeneteléhez vezetett. Két évvel később Párizsba került, ahol először a festészet mellett döntött. 1888 és 1890 között az Académie Colarossiban és a Julian Akadémián tanult.
1889-ben barátságot kötött Paul Gauguinnel, és kapcsolatba került a Pont-aveni iskolával, Az ideje nagy részét a bretagne-i Clohars-Carnoëtben töltötte. Az 1895-ös és 1896-os Salon des Indépendants kiállításon is részt vett.
1905 és 1910 között ismét Lengyelországban tartózkodott, rövid ideig a varsói Képzőművészeti Iskola professzora volt, majd megnyitotta saját művészeti iskoláját. 1910-ben visszatért Franciaországba. 1910-ben a Cochin Kórházban halt meg, és Bagneux-ban temették el.

## Művészete

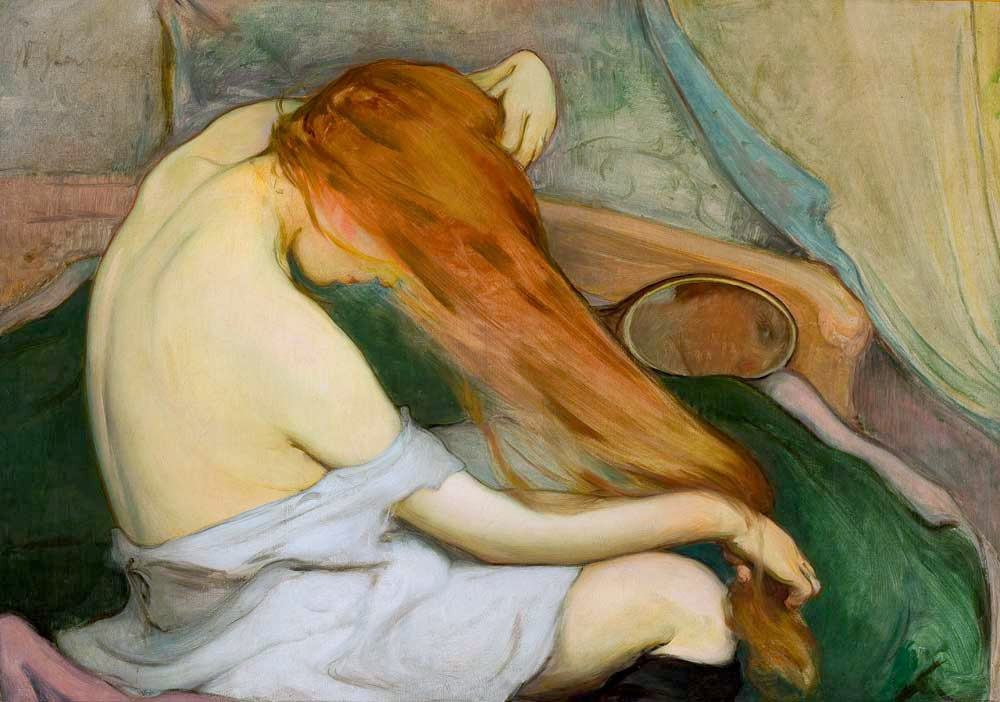
A haját fésülő nő (1897)
Krakkói Nemzeti Múzeum

Ślewiński művészetfilozófiája egy Gauguinról szóló nyilatkozatának egy részletéből ered:
Ő annyira művész, hogy teljes mértékben el kell fogadni, különben el kell utasítani. Én átérzem és teljesen elfogadom őt, mert megfelel a művészetről és a szépségről alkotott elképzeléseimnek.
Korai műveitől kezdve leegyszerűsítette a formákat, a sík területeket kontúrokkal vette körül, bár néha színt kevert színbe. Az absztrakció határán mozgott, sosem tért el teljesen a természet közvetlen megfigyelésétől. Az úgynevezett szubjektív színhez való hozzáállása is hasonló volt, ahogyan ez néhány a Tátráról készült tájképén is látható.
A szintetizmus szelektív alkalmazásánál talán fontosabb volt a számára a Gauguin által inspirált keresés az egyszerűség és az őszinteség iránt a modern civilizáció által érintetlen helyeken, valamint a mindennapi használati tárgyakban. Művészetében a tárgyra koncentrált, anyagiságát a festő reflektív érzékenységével töltötte meg. A forma és a szín határozta meg a festmény hangulatát. A művész főként földszíneket használt, amelyeket néha erősebb hangsúlyokkal élénkített. Ívelt kontúrú formarepertoárt alkalmazott, és a korszakra jellemző módon rajzolt vázlat nélkül festett.

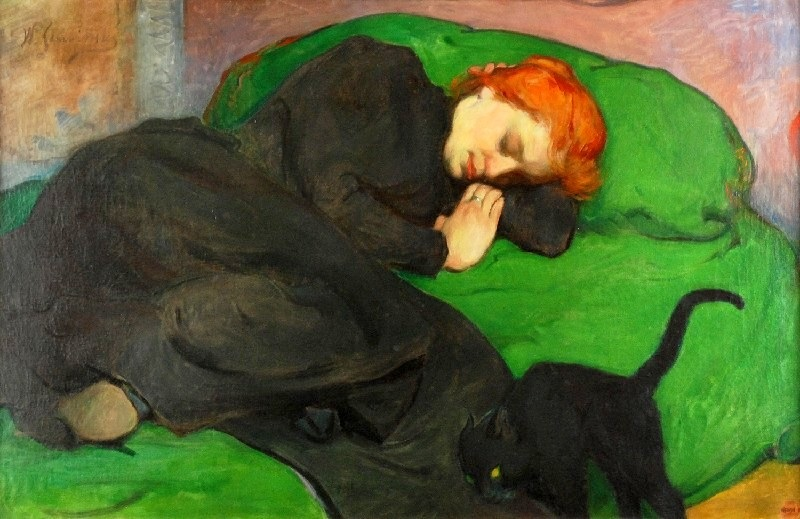
Alvó nő macskával (1896)

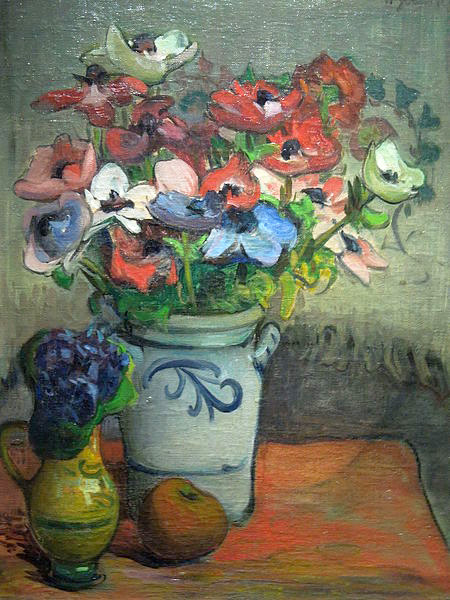
Kökörcsin (1904)

## Fordítás
- Ez a szócikk részben vagy egészben  a   Władysław Ślewiński című angol Wikipédia-szócikk ezen változatának fordításán alapul.  Az eredeti cikk szerkesztőit annak laptörténete sorolja fel. Ez a jelzés csupán a megfogalmazás eredetét és a szerzői jogokat jelzi, nem szolgál a cikkben szereplő információk forrásmegjelöléseként.